# Cristian Chagas Tarouco
Cristian Chagas Tarouco, meglio conosciuto come Titi (Pelotas, 12 marzo 1988), è un calciatore brasiliano, difensore del Fortaleza.

## Palmarès

### Club

#### Competizioni internazionali
- Recopa Sudamericana: 1

Internacional: 2007

#### Competizioni nazionali
- Campeonato Brasileiro Série B:

Vasco da Gama: 2009

#### Competizioni statali
- Campionato Baiano: 3

Bahia: 2012, 2014, 2015
- Campionato Cearense: 3

Fortaleza: 2021, 2022, 2023

#### Competizioni regionali
- Copa do Nordeste: 2

Fortaleza: 2022, 2024